# Kruis (muziek)
Een kruis, meervoud: kruizen of kruisen, is in de muziek het teken ♯ dat op de notenbalk geplaatst kan worden om aan te geven dat de stamtoon waarvoor het kruis geplaatst is, chromatisch met een halve toonafstand verhoogd wordt. Voor eenvoud van de notatie wordt het kruis als voorteken voor aan de notenbalk geplaatst, als alle volgende stamtonen verhoogd moeten worden. Voor verlagen van een halve toon wordt de mol (♭) gebruikt.
Het verhogen of verlagen met een hele toon wordt met respectievelijk een dubbelkruis () of dubbelmol () aangegeven. Het ongedaan maken van een eerder in de maat of in de toonsoort voorkomend voorteken, kruis of mol, geeft men aan met een herstellingsteken (♮).

Kruis
Dubbelkruis
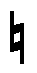
Herstellings-teken

## Geldigheid
De geldigheid van een (dubbel)kruis, -mol of herstellingsteken is:
1. aan het begin van de notenbalk, tussen de sleutel en eventuele maataanduiding: de kruis of mol geldt dan verder voor de hele balk en alle octaven.
2. voor een individuele noot, ergens in een maat: geldt enkel voor die maat vanaf de plaats waar het voorteken geplaatst is, niet meer in de volgende. Deze incidentele verhoging of verlaging geldt alleen in het octaaf waarin hij genoteerd staat.

Om een toonsoort aan te geven plaatst men een aantal kruisen of mollen direct na de sleutel en voor de maataanduiding in de vorm van een voorteken. In het tweede geval spreekt men van een toevallig voorteken.

## Benaming

### Nederlands
De Nederlandse benaming van een verhoogde toon eindigt op -is. Zo ontstaan de volgende verhogingen:
- c > cis
- d > dis
- e > eïs (spreek uit: "ee-ies")
- f > fis
- g > gis
- a > aïs (spreek uit: "aa-ies")
- b > bis

Een dubbelkruis  lijkt op een ×, en wordt ook wel zo genoteerd. De Nederlandse benaming van de dubbele verhoging eindigt op -isis (cisis, disis, enz.).
In Vlaanderen gebruikt men de woorden "kruis" en "dubbelkruis" achter de notennaam do t/m si. Zo wordt cis bijvoorbeeld "do kruis" en fisis wordt "fa dubbelkruis".

### Duits
De Duitse benamingen wijken iets af van de Nederlandse en dat geldt daardoor ook voor de verhoogde en verlaagde tonen. Ook in andere talen, onder andere in Scandinavië, is dat zo.
| Nederlands | Duits |
| ---------- | ----- |
| b          | h     |
| bes        | b     |
| bis        | his   |
| beses      | heses |

### Engels
In het Engels worden voor de ongewijzigde notennamen dezelfde letters gebruikt als in het Nederlands; chromatische verhogingen en verlagingen worden aangegeven met sharp (kruis) en flat (mol), bijvoorbeeld: F-sharp, D-flat etc.

### Nederlands (België)
- do (c) > do kruis
- re (d) > re kruis
- mi (e) > mi kruis
- fa (f)> fa kruis
- sol (g) > sol kruis
- la (a)> la kruis
- si (b) > si kruis

### Andere benamingen
In België, Frankrijk, Turkije en veel andere landen, spreekt men van dièse (kruis) en bémol (mol). Deze termen worden gecombineerd met de namen do t/m si voor de tonen c t/m b. Zo heten bijvoorbeeld gis: sol dièse, en bes: si bémol. In het Spaans spreekt men van sostenido en bemol.

## Geschiedenis
Zowel het kruis als het herstellingsteken stammen af van de aanduiding van b quadratum in het hexachordenstelsel dat teruggaat op Guido van Arezzo. Oorspronkelijk was het een letter "b" die hoekig in plaats van afgerond geschreven werd. Het teken duidde aan dat een noot als mi gelezen moest worden en er dus een halve toonafstand bestond met de noot erboven. Oorspronkelijk was dit een C, maar allengs werd het teken ook voor andere noten gebruikt.